# Aureli Altimira
Aureli Altimira Herce (n. Cardedeu, España, 21 de febrero de 1968) es un exfutbolista español. Actualmente es responsable del fútbol base en el Fútbol Club Barcelona.

## Trayectoria
Altimira se inició en el equipo de su localidad natal, Cardedeu, y la temporada 1979/80 ingresó en los alevines del Fútbol Club Barcelona. Pero el club azulgrana consideraba insuficiente su progresión y le dio la baja dos años más tarde. Regresó al fútbol base del FC Cardedeu y luego pasó a las categorías inferiores del EC Granollers, hasta que en edad juvenil fue repescado por el FC Barcelona.
De ahí, fue progresando en las distintas categorías inferiores. Pasó tres años en el Barcelona Amateur, con el que consiguió un ascenso de Tercera División a Segunda B. La temporada 1989/90 subió al FC Barcelona Atlètic. Durante esta etapa llegó a jugar dos partidos con el primer equipo azulgrana, aunque no llegó a debutar en Primera División.
El verano de 1990 se marchó cedido a la Unió Esportiva Figueres, de Segunda División, donde permaneció dos campañas. Formó parte del histórico equipo ampurdanés que la temporada 1991/92 se quedó a las puertas de ascender a Primera División. El Cádiz CF se impuso en la promoción por 3-1, siendo Altimira el autor del único tanto figuerense.
Finalizado su contrato con el FC Barcelona, en julio de 1992 Altimira fichó por el Club Deportivo Badajoz que al igual que la UE Figueres, jugaba en Segunda División. Con el cuadro extremeño jugó cuatro temporadas.
Luego, pasó un año por el Málaga CF (1995/96) y el ACE Manlleu (1996/97), ambos equipos de Segunda División B. La temporada 1997/98 se marchó al CF Gavà, en la misma categoría. En el equipo barcelonés permaneció tres campañas, dos en Segunda B y la última en Tercera División.
La temporada 2000/01 fue otro equipo catalán de Tercera División, el AE Guíxols, el que se hizo con sus servicios. A pesar de su veteranía, en el club gerundense se mantuvo como delantero titular, marcando veinte goles en dos temporadas. A pesar de tener un acuerdo para seguir un año más en activo, al finalizar la temporada 2001/02 anunció su retirada como futbolista para aceptar una oferta como técnico del FC Barcelona. Altimira, licenciado por el INEFC fue requerido como preparador físico del FC Barcelona C y del equipo juvenil azulgrana.
La temporada 2007/08 se reencontró en el FC Barcelona B con Pep Guardiola, con quien había coincidido durante su etapa en La Masía. Esa temporada el filial consiguió subir de Tercera División a Segunda B y Guardiola fue ascendido, la siguiente temporada, al primer equipo barcelonista. El técnico de Sampedor se llevó con él a su equipo técnico de confianza, incluyendo a Aureli Altimira.

## Clubes
| Club                          | País   | Años      |
| ----------------------------- | ------ | --------- |
| Fútbol Club Barcelona "C"     | España | 1986-1989 |
| Fútbol Club Barcelona Atlètic | España | 1989-1990 |
| Unió Esportiva Figueres       | España | 1990-1992 |
| Club Deportivo Badajoz        | España | 1992-1995 |
| Málaga Club de Fútbol         | España | 1995-1996 |
| Agrupació Esportiva Manlleu   | España | 1996-1997 |
| Club de Futbol Gavà           | España | 1997-2000 |
| Ateneu Deportiu Guíxols       | España | 2000-2002 |

## Palmarés

### Torneos nacionales
| Título                   | Club                | País   | Año  |
| ------------------------ | ------------------- | ------ | ---- |
| Liga de Tercera División | F. C. Barcelona "C" | España | 1987 |